# 25 نوفمبر
- السبت
- الأحد
- الاثنين
- الثلاثاء
- الأربعاء
- الخميس
- الجمعة

- 110 جمادى الأولى 1447  هـ
- 211 جمادى الأولى 1447  هـ
- 312 جمادى الأولى 1447  هـ
- 413 جمادى الأولى 1447  هـ
- 514 جمادى الأولى 1447  هـ
- 615 جمادى الأولى 1447  هـ
- 716 جمادى الأولى 1447  هـ
- 817 جمادى الأولى 1447  هـ
- 918 جمادى الأولى 1447  هـ
- 1019 جمادى الأولى 1447  هـ
- 1120 جمادى الأولى 1447  هـ
- 1221 جمادى الأولى 1447  هـ
- 1322 جمادى الأولى 1447  هـ
- 1423 جمادى الأولى 1447  هـ
- 1524 جمادى الأولى 1447  هـ
- 1625 جمادى الأولى 1447  هـ
- 1726 جمادى الأولى 1447  هـ
- 1827 جمادى الأولى 1447  هـ
- 1928 جمادى الأولى 1447  هـ
- 2029 جمادى الأولى 1447  هـ
- 2130 جمادى الأولى 1447  هـ
- 221 جمادى الآخرة 1447  هـ
- 232 جمادى الآخرة 1447  هـ
- 243 جمادى الآخرة 1447  هـ
- 254 جمادى الآخرة 1447  هـ
- 265 جمادى الآخرة 1447  هـ
- 276 جمادى الآخرة 1447  هـ
- 287 جمادى الآخرة 1447  هـ
- 298 جمادى الآخرة 1447  هـ
- 309 جمادى الآخرة 1447  هـ
- 110 جمادى الآخرة 1447  هـ
- 211 جمادى الآخرة 1447  هـ
- 312 جمادى الآخرة 1447  هـ
- 413 جمادى الآخرة 1447  هـ
- 514 جمادى الآخرة 1447  هـ

25 نوفمبر أو 25 تشرين الثاني أو يوم 25 \ 11 (اليوم الخامس والعشرين من الشهر الحادي عشر) هو اليوم التاسع والعشرين بعد الثلاثمائة (329) من السنة، أو الثلاثون بعد الثلاثمائة (330) في السنوات الكبيسة، وفقًا للتقويم الميلادي الغربي (الغريغوري). يبقى بعده 36 يومًا على انتهاء السنة.

## أحداث
- 885 - بدأ حصار باريس من قبل الفايكنج.
- 1095 - البابا أوربان الثاني يدعو الأوروبيين إلى القيام بحملات عسكرية على الشرق العربي لحماية المقدسات المسيحية، والتي أصبحت فيما بعد تعرف بالحملات الصليبية.
- 1177 - اشتباك قوات صلاح الدين الأيوبي قائد الأيوبيين مع قوات بلدوين الرابع قائد مملكة بيت المقدس في معركة تل الجزر الذي نتج عنه إنتصار قوات بيت المقدس وإنسحاب الجيش الأيوبي.
- 1487 - إليزابيث يورك تتوج ملكةً لإنجلترا.
- 1491 - بدء حصار غرناطة آخر معاقل المسلمين في الأندلس.
- 1492 - توقيع معاهدة استسلام غرناطة في الأندلس للملك فرديناند الخامس.
- 1875 - الخديوي إسماعيل يبيع أسهم مصر في قناة السويس لبريطانيا، وكان يقدر عدد الأسهم بمائة وسبعين ألف سهم.
- 1915 - ألبرت أينشتاين يقدم معادلات أينشتاين للمجال في نظرية النسبية العامة لأول مرة أمام الأكاديمية البروسية للعلوم.
- 1956 - توحيد الجيش المصري والجيش الأردني والجيش السوري تحت القيادة المصرية.
- 1975 - استقلال سورينام عن هولندا.
- 1979 - بداية انتفاضة محرم في القطيف شرق السعودية، وهي مواجهات حدثت بين أبناء المحافظة وقراها وبين قوات الحرس الوطني، وكانت هذه الأحداث متزامنة مع حادثة الحرم المكي.
- 1986 - افتتاح جسر الملك فهد الذي يربط بين السعودية والبحرين.
- 1987 - السوري خالد عكر والتونسي ميلود بن ناجح من الجبهة الشعبية لتحرير فلسطين - القيادة العامة، ينفذان عملية الطائرات الشراعية ويحطان بطائراتهما الشراعية داخل معسكر إسرائيلي، والحصيلة قتل وجرح أكثر من 35 جندي.
- 1992 - الموافقة على تقسيم تشيكوسلوفاكيا إلى دولتين وهما التشيك وسلوفاكيا وذلك اعتبارًا من 1 يناير 1993 وذلك بعد استفتاء شعبي.
- 2011 - المشير محمد حسين طنطاوي رئيس المجلس الأعلى للقوات المسلحة الحاكم في مصر يكلف الدكتور كمال الجنزوري بتشكيل الحكومة الجديدة.
- 2016 - تصادم قطارين في محافظة سمنان الإيرانية يسفر عن وفاة 45 شخص على الأقل وإصابة 103 آخرين.
- 2018 - زلزال يضرب شمال العراق وغرب إيران بِقُوَّة 6.3 درجات على مقياس درجة العزم يُؤدي إلى إصابة أكثر من 400 شخص بِجُرُوح.
- 2021 - افتتاح طريق الكباش للجمهور بحضور الرئيس المصري عبد الفتاح السيسي في مدينة الأقصر وسط ضجة كبيرة.

## مواليد
- 1454 - كاترين كورنارو، ملكة قبرص.
- 1562 - لوبي دي فيغا، كاتب مسرحي وشاعر إسباني.
- 1816 - فيكتور أدولف مالتي بران جغرافي وعالم خرائط فرنسي.
- 1844 - كارل بنز، مهندس ألماني.
- 1867 - طلعت حرب، اقتصادي مصري ومؤسس بنك مصر.
- 1881 - يعقوب فيشمان، شاعر إسرائيلي.
- 1898 - روبرت ثورن، إحاثي من الولايات المتحدة الأمريكية.
- 1903 - أبو الأعلى المودودي، مفكر إسلامي هندي.
- 1909 - عماد حمدي، ممثل مصري.
- 1915 - أوغستو بينوشيه، رئيس تشيلي.
- 1917 - أسمهان، مغنية وممثلة سورية / مصرية.
- 1923 - ماونو كويفيستو، رئيس فنلندا التاسع.
- 1940 - سعد الفريح، مخرج سعودي.
- 1941 - رياض أحمد جوهر شاهي، الزعيم الروحي ومؤسس الحركة الروحانية العالمية انجمن سرفروشان اسلام.
- 1944 - الشيخ جابر خالد جابر الصباح، عسكري ووزير كويتي.
- 1946 - سامية الجزائري، ممثلة سورية.
- 1952 -
  - عمران خان، لاعب كريكت وسياسي باكستاني.
  - جون لينش، سياسي أمريكي.
- 1957 - صباح بركات، ممثلة سورية.
- 1962 - هيرونوبو ساكاغوتشي، مصمم ومخرج ومنتج ألعاب ياباني.
- 1963 - سورين سيرين، فيلسوف ومنطقي روماني.
- 1963 - خالد الصاوي، ممثل مصري.
- 1965 -
  - دوجراي سكوت، ممثل اسكتلندي.
  - لطيفة رأفت، مغنية مغربية.
  - مهدي خزعلي، طبيب عيون وناشط سياسي إيراني.
- 1967 - كازيا ناكاي، ممثل أداء صوتي ياباني.
- 1971 - كريستينا أبلغيت، ممثلة أمريكية.
- 1975 - سارة، مغنية سعودية.
- 1977 -
  - جويرمو كانياس، لاعب كرة مضرب أرجنتيني.
  - لانا الجندي، إعلامية سورية.
- 1980 - أرون موكوينا، لاعب كرة قدم جنوب أفريقي.
- 1981 - تشابي ألونسو، لاعب كرة قدم إسباني.
- 1982 - عايدة غنيم، ممثلة مصرية.
- 1984 - جاسبارد أوليه، ممثل فرنسي.
- 1986 - كريغ غاردنر، لاعب كرة قدم إنجليزي.
- 1988 - جاي سبيرينغ، لاعب كرة قدم إنجليزي.
- 1992 - نيفين ماضي، ممثلة سورية تعيش في الإمارات العربية المتحدة.
- 2002 - بيدرو غونزاليس لوبيز، لاعب كرة قدم إسباني.

## وفيات
- 311 - بطرس الأول، بابا الكنيسة القبطية الأرثوذكسية.
- 1185 - البابا لوسيوس الثالث.
- 1456 - جاك كور، تاجر ومصرفي فرنسي.
- 1885 - توماس أندروز هندريكس، سياسي أمريكي.
- 1913 - محمد بن عبد الله العيثان، فقيه وكاتب سعودي.
- 1932 - سليمان كنعان، سياسي عثماني لبناني.
- 1938 - ناصر الأحسائي، فقيه جعفري وكاتب ديني وشاعر سعودي.
- 1950 - يوهانس فلهلم ينسن، كاتب دنماركي حاصل على جائزة نوبل في الأدب عام 1944.
- 1952 - إدوار مرقص، صحفي وشاعر وكاتب ومترجم سوري.
- 1974 - يو ثانت، أمين عام الأمم المتحدة.
- 1976 - خير الدين الزركلي، كاتب ومؤرخ وشاعر وصحفي سوري.
- 2001 - رياض أحمد جوهر شاهي، زعيم روحي باكستاني.
- 2003 - ماري كويني، ممثلة ومنتجة مصرية.
- 2005 - جورج بست، لاعب كرة قدم أيرلندي شمالي.
- 2006 - مصطفى مصباح زادة، حقوقي وعالم اقتصاد وصحفي إيراني.
- 2012 - دايف سكستون، لاعب ومُدرب كرة قدم إنجليزي.
- 2016 - فيدل كاسترو، رئيس كوبي سابق.
- 2020 - دييغو مارادونا، لاعب ومُدرب كرة قدم أرجنتيني.

## أعياد ومناسبات
- اليوم العالمي للقضاء على العنف ضد المرأة.
- عيد الاستقلال في سورينام.

## وصلات خارجية
- وكالة الأنباء القطريَّة: حدث في مثل هذا اليوم.
- أرشيف مصر: حدث في مثل هذا اليوم.
- BBC: حدث في مثل هذا اليوم.